# Pandanus matthewsii
Pandanus matthewsii är en enhjärtbladig växtart som beskrevs av Elmer Drew Merrill. Pandanus matthewsii ingår i släktet Pandanus och familjen Pandanaceae. Inga underarter finns listade.